# Ho Kan
Ho Kan (Nanuim, 23 de julho de 1932) é um pintor chinês.

## Exposições
- Palazzo Reale, La Sala delle Cariatidi, Milan, Osservazione interna, June 1972
- Galleria Artecentro, Milan, Ho Kan, 1978
- Galleria Artecentro, Milan, Ho Kan, 1984
- Taipei Fine Arts Museum, Taipei, Reverberations: Ho Kan, 28 May - 7 August 2016

### Catálogos
- Michael Sullivan. Moderne chinese artists, a biographical dictionary. University of California Press. 2006. ISBN 978-0-520-24449-8
- The Modernist Wave. Taiwan Art in the 1950s and 1960s. National Taiwan Museum of Fine Arts. 2011. ISBN 978-986-02-8859-9
- Reverberations, Ho Kan, Paperback. Publisher TFAM. Taipei Fine Arts Museum. 2017. ISBN 978-986-05-1543-5
- Maria Campitelli. Elena Pontiggia. Ho Kan, Geometrie dell'Infinito. Publisher Lattuada Studio, Milan. 1992.